# Vlag van Vinkeveen en Waverveen
De vlag van Vinkeveen en Waverveen is op 10 mei 1973 bij raadsbesluit vastgesteld als gemeentevlag van de Utrechtse gemeente Vinkeveen en Waverveen. De vlag kan als volgt worden beschreven:
Drie banen van blauw, geel en rood, waarvan de hoogten zich verhouden als 1:2:1, de gele baan met twee rijen zwarte blokken, waarvan de hoogte 1/6 en de lengte 1/3 van de hoogte van de vlag is, elkaar telkens met ¼ van een blok rakend.
De kleuren geel, blauw, rood en zwart en de blokken zijn ontleend aan het gemeentewapen.
Op 1 januari 1989 is Vinkeveen en Waverveen opgegaan in de gemeente De Ronde Venen. De vlag is daardoor als gemeentevlag komen te vervallen.

## Verwante afbeeldingen

Het wapen van Vinkeveen en Waverveen
Het wapen van Vinkeveen
Het wapen van Waverveen

Amerongen 
· Benschop 
· Breukelen 
· Doorn 
· Driebergen-Rijsenburg 
· Harmelen 
· Jutphaas 
· Kamerik 
· Kockengen 
· Leersum 
· Linschoten 
· Loenen 
· Loosdrecht 
· Maarn 
· Maarssen 
· Maartensdijk 
· Mijdrecht 
· Polsbroek 
· Snelrewaard 
· Stoutenburg 
· Vianen 
· Vinkeveen en Waverveen 
· Vleuten-De Meern 
· Vreeswijk 
· Wilnis 
· Zegveld 
· Zuilen